# Уильям IV де Бошан из Элмли
Уильям IV де Бошан из Элмли (англ. William de Beauchamp of Elmley Castle: приблизительноо 1215—1269) — английский землевладелец, феодальный барон Салварпа и шериф Вустершира с 1236 года. Женился на Изабелле Модит, благодаря чему его сын Уильям V унаследовал титул графа Уорика.

## Биография
Уильям принадлежал к роду Бошанов из Элмли (Вустершир). Его предки с 1110-х годов занимали доминирующее положение в Вустершире, где были шерифами и владели феодальной баронией Салварп. Уолтер II де Бошан из Элмли, участник первой баронской войны и один из свидетелей «Великой хартии вольностей», первым браком был женат на Джоанне де Мортимер (умерла в 1225), дочери своего опекуна Роджера де Мортимера, барона Вигмора. В этом браке родились несколько сыновей, из которых старшим был Уильям. 
Уильям родился приблизительно в 1215 году. Известно, что после женитьбы он получил от отца поместье Шерифс Ленч в Вустершире стоимостью в 9 фунтов, а позже, взамен этого, — Леткомб Бассет в Беркшире. После смерти отца в 1236 году Уильям унаследовал семейные владения, должности шерифа Вустершира и кастеляна Вустерского замка, которые занимал до самой смерти. В 1249 году он был отлучён от церкви епископом Вустера, но два года спустя отлучение сняли. Во время Второй баронской войны Уильям сохранил верность Генриху III. Джон Лиланд пишет, что «старый лорд Бошан из Элмли» послал своих сыновей в битву при Ившеме, чтобы помочь королю. Уильям умер в 1269 году.
Бошан был женат на Изабелле Модит (умерла после 7 января 1269), дочери Уильяма Модита и Элис де Бомон, сестре Уильяма Модита, 8-го графа Уорика. В этом браке родились дочь Алисия (жена Бернарда де Брюса) и двое сыновей: Уильям, унаследовавший от дяди титул графа Уорика, и Уолтер, предок Бошанов из Поуика.